# Sister Act (comédie musicale)
Pour les articles homonymes, voir Sister Act (homonymie).
Sister Act est une comédie musicale dont le livret a été écrit par Cheri et Bill Steinkellner avec l'aide de Douglas Carter Beane pour les dialogues parlés, sur des paroles de Glenn Slater et la musique d'Alan Menken. Il est basé sur le film musical éponyme sorti en 1992.

## Productions

### Pasadena et Atlanta (2006-2007)
La comédie musicale fut créée et jouée au Pasadena Playhouse à Pasadena, en Californie, du 24 octobre 2006 au 23 décembre 2006. Le spectacle bat alors des records et devient un des spectacles les plus rentables pour le théâtre californien.
La comédie musicale a été mise en scène par Peter Schneider, chorégraphiée par Marguerite Derricks, avec les décors de David Potts, les costumes de Garry Lennon, l'éclairage de Donald Holder et le son de Carl Casella et Dominick Sack.
La production a ensuite déménagé à l'Alliance Theatre d'Atlanta, en Géorgie, où elle a eu lieu du 17 janvier au 25 février 2007.

### Londres (2009)

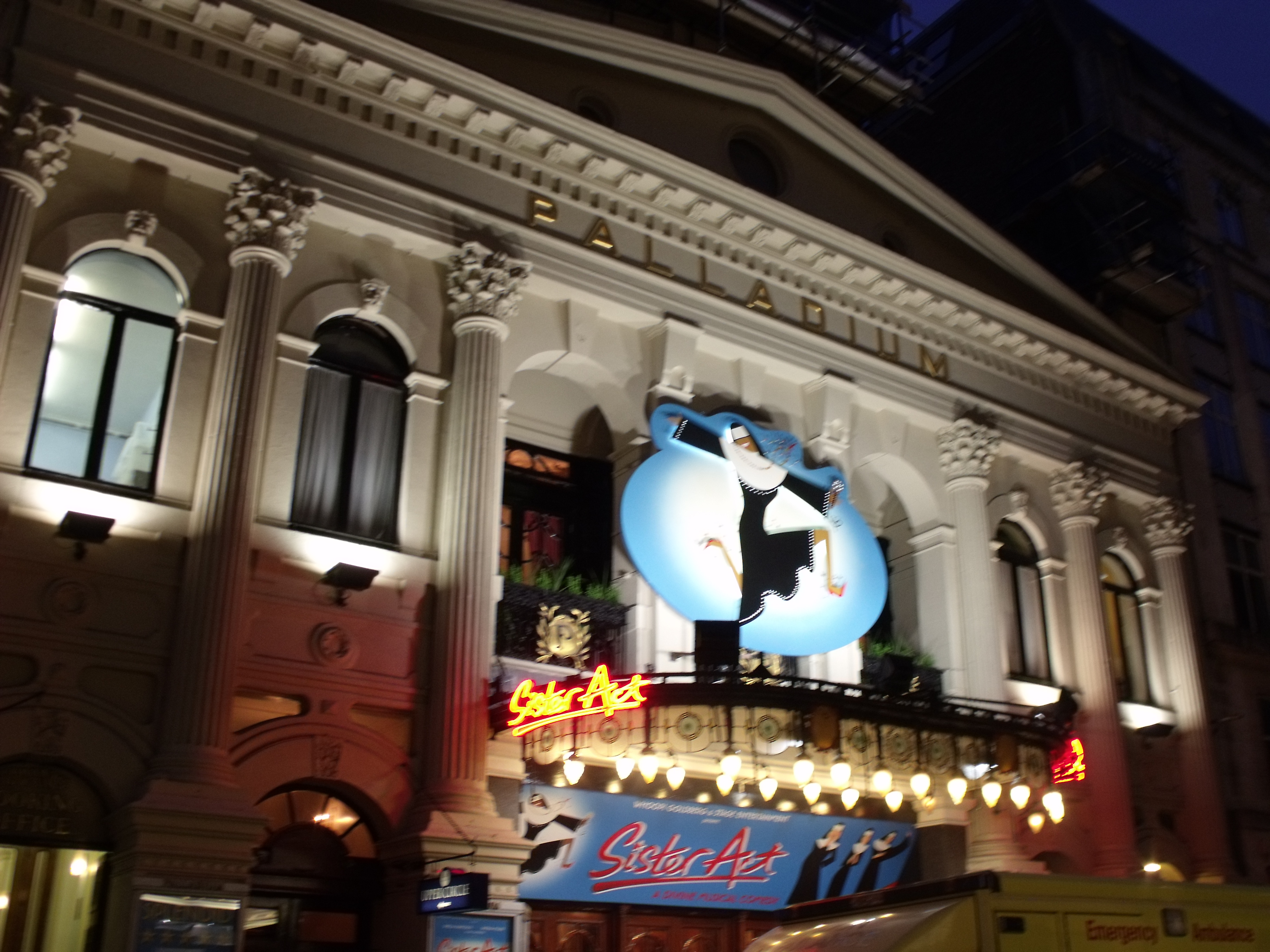
Sister Act à l'affiche du London Palladium.

Stage Entertainment découvre la version créée et décide d'en acheter les droits. La société de production s'associe alors avec Whoopi Goldberg pour faire monter la version anglaise. Sister Act arrive dans le West End, au London Palladium, le 2 juin 2009. La production a été réalisée par Peter Schneider et chorégraphiée par Anthony Van Laast, avec les décors de Klara Zieglerova, les costumes de Lez Brotherston et l'éclairage de Natasha Katz,. Après un casting d'un an, l'actrice Patina Miller a été sélectionnée pour interpréter le rôle de Deloris, aux côtés de Sheila Hancock (la Mère Supérieure), Ian Lavender (Mgr Howard), Chris Jarman (Shank) remplacé pendant un temps par Simon Webbe, Ako Mitchell (Eddie), Katie Jones Rowley (Sœur Mary Robert), Claire Greenway (Sœur Mary Patrick) et Julia Sutton (plus tard remplacée par Jacqueline Clarke) dans le rôle de sœur Marie-Lazarus.
Whoopi Goldberg a rejoint le casting dans le rôle de la Mère Supérieure pour une durée limitée qui devait être du 10 au 31 août 2010, mais elle dut arrêter les représentations le 27 pour des raisons personnelles,. Goldberg a ensuite été remplacée par Sally Dexter. Cependant, Goldberg est revenue sur scène pour 5 représentations qui ont eu lieu les 22, 23 et 25 octobre. Le spectacle s'est achevé le 30 octobre 2010.

### New York (2011)

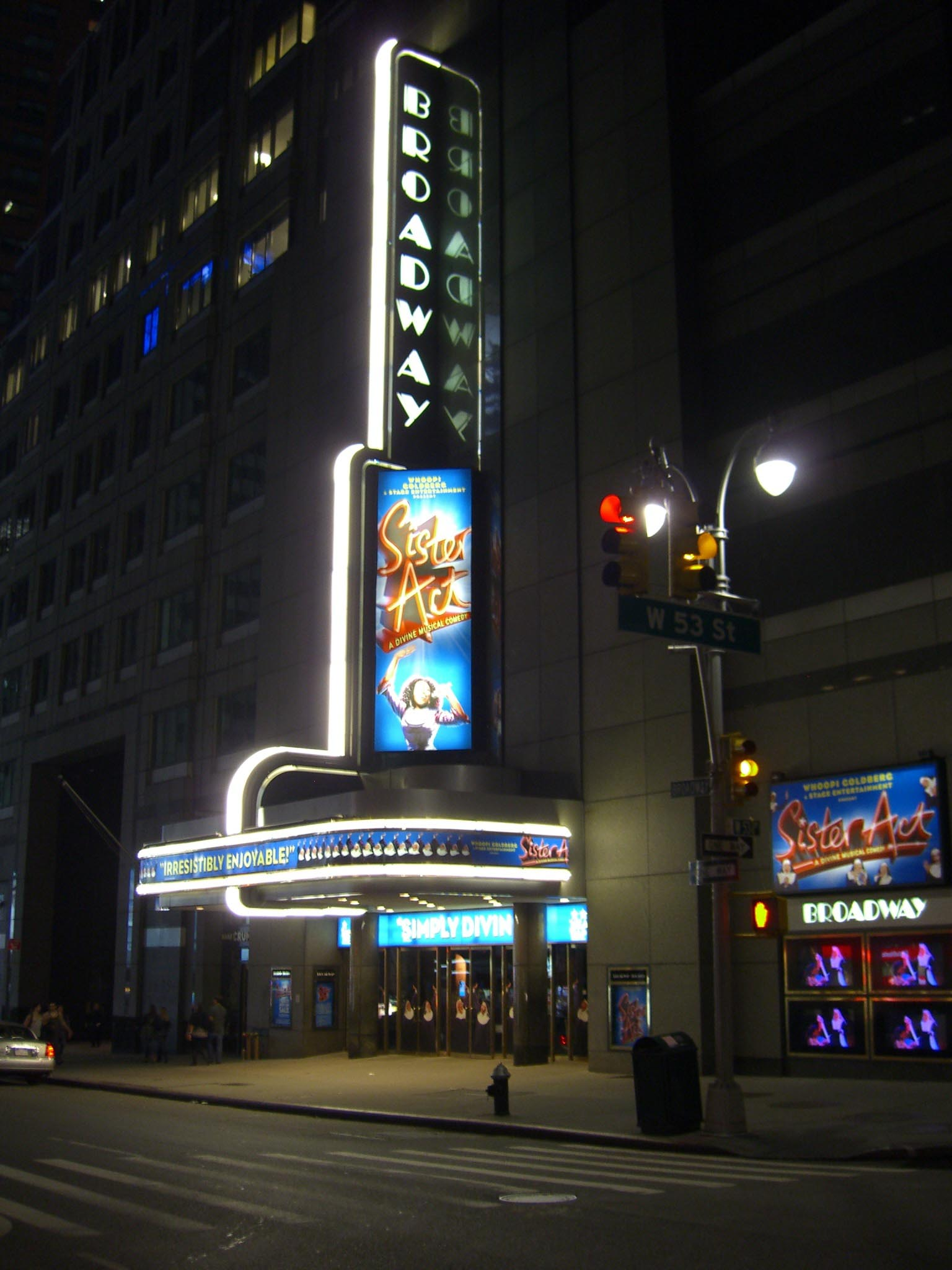
Sister Act à l'affiche du Broadway Theatre.

Une nouvelle adaptation révisée du spectacle s'est ouvert sur Broadway au Broadway Theatre à partir du 20 avril 2011. Cette nouvelle mouture a été mise en scène par Jerry Zaks accompagné de Douglas Carter Beane pour la réécriture du livret. Zaks avait déjà travaillé avec le compositeur Alan Menken sur la comédie musicale montée à Broadway en Little Shop of Horrors. Patina Miller, qui a incarné le rôle de Deloris dans la production du West End, a repris le rôle dans cette production, faisant ses débuts sur une scène de Broadway. Le casting comprenait à ses côtés Victoria Clark (Mère Supérieure), Fred Applegate (Monseigneur), Sarah Boulon (Sœur Mary Patrick), Chester Gregory (Eddie), Kingsley Leggs (Curtis), Marla Mindelle (Sœur Marie Robert) et Audrie Neenan (Sœur Marie-Lazarus). Le 12 octobre 2011, Clark a quitté la production laissant place à sa doublure, Jennifer Allen. Carolee Carmello a repris le rôle de la Mère Supérieure le 19 novembre 2011. Raven-Symoné remplaça Miller dans le rôle principal à partir du 27 mars 2012. Le spectacle a reçu plusieurs nominations aux Tony Awards pour la saison 2011, dont celui de la Meilleure comédie musicale, meilleure actrice dans une comédie musicale (Miller) et meilleure vedette dans une comédie musicale (Clark). La production a fermé le 26 août 2012, après 561 représentations.

### Paris (2012)
L'adaptation française a été présentée au Théâtre Mogador à partir du 20 septembre 2012. Les paroles françaises ont été adaptées par Nicolas Nebot, le livret par Ludovic-Alexandre Vidal et le spectacle a été mis en scène par Carline Brouwer. La distribution est composée de Kania Allard dans le rôle de Dolorès, en alternance avec Aurélie Konaté (Michèle / Sœur Marie Coco), Carmen Ferlan (la Mère Supérieure), Christian Bujeau (Monseigneur O'Hara), Thierry Picaut (Eddie), Barry Johnson (Curtis), Sarah Manesse (Sœur Marie Robert), Valériane de Villeneuve (Sœur Marie Lazarus), Lola Ces (Sœur Marie Patrick), Keny Bran Ourega (TJ), David Sollazzo (Pablo) et Franck Vincent (Joey).
Sister Act a tiré sa révérence le 30 juin 2013 au Théâtre Mogador après plus de 200 performances et 300.000 spectateurs, pour laisser place à l'adaptation française de La Belle et la Bête.

### Montréal (2014)
Après son succès retentissant à Londres, New York et Paris, Sister Act met enfin les pieds à Montréal, dans la même adaptation française qu'à Paris (Nicolas Nebot et Ludovic-Alexandre Vidal) ! Nommée 5 fois aux Tony Awards et acclamée partout sur son passage, cette inépuisable comédie musicale saura vous conquérir grâce à son humour fracassant et ses incontournables chansons d’Alan Menken. Tirée du fameux film réalisé en 1992, c’est avec grand honneur que Juste pour rire vous présente l’adaptation théâtrale qui a fait vibrer toutes les scènes qu’elle a foulées, mise en scène par nulle autre que l’inépuisable Denise Filiatrault.

### Autres productions
Une adaptation allemande du spectacle a été montée à Hambourg le 2 décembre 2010. Le rôle de Dolorès Van Cartier a été interprété par Zodwa Selele (comédienne principale) et Patricia Meeden (suppléante), accompagnée de Daniela Ziegler (la mère supérieure), Tetje Mierendorf (Bones), Ina Trabesinger (Sœur Marie-Robert), Martin de Jager (Sœur Marie-Patrick) et Sonya Martin (Sœur Marie-Lazarus). En décembre 2012, le spectacle a été déplacé à Stuttgart.
Une production autrichienne, en langue allemande, a ouvert à Vienne en septembre 2011.
Une production italienne a ouvert fin 2011 au Théâtre National à Milan. La distribution comprend Loretta Grace (Deloris), Dora Romano (la mère supérieure), Timothy Martin (Eddie), Felice Casciano (Curtis Jackson), Laura Galigani (Sœur Marie Robert), Simonetta Cartia (Sœur Marie-Lazarus), Giulia Marangoni (Sœur Marie Patrick), Fabrizio Checcacci (Joey), Massimiliano Pironti (Tj), Giacomo Buccheri (Deniro).
Aux Pays-Bas, Sister Act ouvrira en 2013. Le rôle de Deloris Van Cartier sera interprété par Carolina Dijkhuizen.
Une production suisse, en langue allemande, a ouvert à Emmen, en décembre 2018.

## Liste des chansons

### AuWest End
| Act I - "Take Me to Heaven" – Deloris, KT, LaRosa & Backups - "Fabulous, Baby!" – Deloris, KT & LaRosa - "Here Within These Walls" – Mère supérieur & les religieuses - "How I Got the Calling" – Deloris, Mary Patrick, Mary Lazarus, Mary Robert & les religieuses - "When I Find My Baby" – Shank, TJ, Bones & Dinero - "Do The Sacred Mass" – Deloris, Mary Patrick, Mary Lazarus, Mary Robert & Barflies - "I Could Be That Guy" – Eddie & Transients - "Raise Your Voice" – Deloris, Mary Patrick, Mary Lazarus, Mary Robert & les religieuses - "Take Me to Heaven" (Reprise) – Monseigneur Howard, Deloris, mère supérieur, Mary Patrick, Mary Lazarus, Mary Robert, les religieuses & les photographes | Act II - "Sunday Morning Fever" – Monseigneur Howard, Deloris, Mère supérieur, Eddie, TJ, Bones, Dinero, religieuses & Barflies - "Lady in the Long Black Dress" – TJ, Bones & Dinero - "Bless Our Show" – Deloris, Mary Patrick, Mary Lazarus, Mary Robert & les religieuses - "Here Within These Walls" (Reprise) – Mère supérieur - "The Life I Never Led" – Mary Robert - "Fabulous, Baby!" (Reprise) – Deloris, Backups & les religieuses - "Sister Act" – Deloris - "When I Find My Baby" (Reprise) – Shank - "The Life I Never Led" (Reprise) – Mary Robert - "Sister Act" (Reprise) – Deloris, Mère supérieur, Mary Patrick, Mary Lazarus, Mary Robert & les religieuses - "Spread the Love Around" – Mère supérieur, Deloris, Mary Patrick, Mary Lazarus, Mary Robert, les religieuses & Altar Boy |

### ÀBroadway
| Act I - "Take Me to Heaven" – Deloris, Michelle & Tina - "Fabulous, Baby!" – Deloris, Michelle & Tina - "Here Within These Walls" – Mère supérieur & Deloris - "It's Good to Be a Nun" – Deloris, Mary Patrick, Mary Robert, Mary Lazarus & les religieuses - "When I Find My Baby" – Curtis, Joey, Pablo & TJ - "I Could Be That Guy" – Eddie & Bums - "Raise Your Voice" – Deloris, Mary Patrick, Mary Robert, Mary Lazarus & les religieuses - "Take Me to Heaven" (Reprise) – Deloris, Mary Patrick, Mary Robert, Mary Lazarus & les religieuses | Act II - "Sunday Morning Fever" – Deloris, Mère supérieur, Monseigneur O'Hara, Eddie, Mary Patrick, Mary Robert, Mary Lazarus, les religieuses & les travailleurs - "Lady in the Long Black Dress" – Joey, Pablo & TJ - "Haven't Got a Prayer" – Mère supérieur - "Bless Our Show" – Deloris, Mary Patrick, Mary Robert, Mary Lazarus & les religieuses - "The Life I Never Led" – Mary Robert - "Fabulous, Baby!" (Reprise) – Deloris, Eddie, les religieuses & danseurs - "Sister Act" – Deloris - "When I Find My Baby" (Reprise) – Curtis - "The Life I Never Led" (Reprise) – Mary Robert - "Sister Act" (Reprise) – Deloris, Mère supérieur, Mary Patrick, Mary Robert, Mary Lazarus & les religieuses - "Spread the Love Around" – La compagnie entière |

### ÀParisetMontréal
| Act I - Partir pour Éden – Dolorès, Tina, Michèle - Fabuleuse, Baby ! – Dolorès, Tina, Michèle - Dans cette forteresse – Mère Supérieur, Dolorès - Trop bon d'être une nonne – Sœur Marie Patrick, Sœur Marie Lazarus, Dolorès, les nonnes - Si je retrouve ma poupée – Curtis, Joey, TJ, Pablo - Je serais celui-là – Eddie, Ensemble - Dans cette forteresse (reprise) – Mère Supérieur - Suis ta voix – Dolorès, Sœur Marie Patrick, Sœur Marie Lazarus, Sœur Marie Robert, les nonnes - Partir pour Éden (reprise) – Sœur Marie Patrick, Sœur Marie Lazarus, Sœur Marie Robert, les nonnes | Act II - La Fièvre du dimanche matin – Dolorès, Sœur Marie Patrick, Sœur Marie Lazarus, Sœur Marie Robert, Mère Supérieur, Eddie, les nonnes - Petite sœur – Joey, TJ, Pablo - À court de prières – Mère Supérieur - Dieu bénisse – Dolorès, Sœur Marie Patrick, Sœur Marie Lazarus, Sœur Marie Robert, les nonnes - Une vie juste rêvée – Sœur Marie Robert - Fabuleux Eddie - Eddie - Fabuleuse, Baby ! (reprise) – Dolorès, les danseurs gays, les golden girls, les nonnes - Sister Act – Dolorès - Si je retrouve ma poupée (reprise) – Curtis - Une vie juste rêvée (reprise) – Sœur Marie Robert - Sister Act (reprise) – Dolorès, Mère Supérieur, Sœur Marie Robert, Sœur Marie Patrick, Sœur Marie Lazarus, les nonnes - Que l'amour se propage – Dolorès, Mère Supérieure, la troupe - Suis ta voix (reprise) – Toute la troupe |

## Récompenses et nominations

### Production originale de Londres
| Année | Récompense             | Catégorie                                          | Nommé             | Résultat   | Références |
| ----- | ---------------------- | -------------------------------------------------- | ----------------- | ---------- | ---------- |
| 2010  | Laurence Olivier Award | Best New Musical                                   | Best New Musical  | Nomination | [ 30 ]     |
| 2010  | Laurence Olivier Award | Best Actress in a Musical                          | Patina Miller     | Nomination | [ 30 ]     |
| 2010  | Laurence Olivier Award | Best Performance in a Supporting Role in a Musical | Sheila Hancock    | Nomination | [ 30 ]     |
| 2010  | Laurence Olivier Award | Best Theatre Choreographer                         | Anthony Van Laast | Nomination | [ 30 ]     |

### Production originale de Broadway
| Année | Récompense       | Catégorie                                           | Nommé                                                        | Résultat   | Références |
| ----- | ---------------- | --------------------------------------------------- | ------------------------------------------------------------ | ---------- | ---------- |
| 2011  | Tony Award       | Best Musical                                        | Best Musical                                                 | Nomination | [ 31 ]     |
| 2011  | Tony Award       | Best Book of a Musical                              | Bill et Cheri Steinkellner (en) et Douglas Carter Beane (en) | Nomination | [ 31 ]     |
| 2011  | Tony Award       | Best Original Score                                 | Alan Menken et Glenn Slater                                  | Nomination | [ 31 ]     |
| 2011  | Tony Award       | Best Performance by a Leading Actress in a Musical  | Patina Miller                                                | Nomination | [ 31 ]     |
| 2011  | Tony Award       | Best Performance by a Featured Actress in a Musical | Victoria Clark                                               | Nomination | [ 31 ]     |
| 2011  | Drama Desk Award | Outstanding Musical                                 | Outstanding Musical                                          | Nomination | [ 32 ]     |
| 2011  | Drama Desk Award | Outstanding Actress in a Musical                    | Patina Miller                                                | Nomination | [ 32 ]     |
| 2011  | Drama Desk Award | Outstanding Featured Actress in a Musical           | Victoria Clark                                               | Nomination | [ 32 ]     |
| 2011  | Drama Desk Award | Outstanding Music                                   | Alan Menken                                                  | Nomination | [ 32 ]     |
| 2011  | Drama Desk Award | Outstanding Lyrics                                  | Glenn Slater                                                 | Nomination | [ 32 ]     |